# Atush
Atush, även känd som Artux eller Atushi, är en stad på häradsnivå och huvudort i den autonoma prefekturen Kizilsu i Xinjiang-regionen i nordvästra Kina. Den ligger omkring 1 100 kilometer sydväst om regionhuvudstaden Ürümqi. 